# Smooth Rock Falls
Smooth Rock Falls – miasto w Kanadzie, w prowincji Ontario, w dystrykcie Cochrane. Leży nad rzeką Mattagami, ok. 102 km na północ od Timmins.
Liczba mieszkańców Smooth Rock Falls wynosi 1 473. Język francuski jest językiem ojczystym dla 69,8%, angielski dla 28,1% mieszkańców (2006).